# Ranchuelo
Ranchuelo är en ort i Kuba.   Den ligger i kommunen Municipio de Ranchuelo och provinsen Provincia de Villa Clara, i den centrala delen av landet, 240 km öster om huvudstaden Havanna. Ranchuelo ligger 106 meter över havet och antalet invånare är 43 695.
Terrängen runt Ranchuelo är platt, och sluttar norrut. Runt Ranchuelo är det ganska tätbefolkat, med 116 invånare per kvadratkilometer. Närmaste större samhälle är Santa Clara, 19,1 km öster om Ranchuelo. Trakten runt Ranchuelo består till största delen av jordbruksmark.